# 上海不列颠英国外籍人员子女学校
上海不列颠英国外籍人员子女学校（Britannica International School Shanghai）是一所位於中华人民共和国上海市的國際學校，2013年由总部位于英国曼彻斯特附近的Orbital Education创办。  学校的學生年龄在2-18歲之间，全校在校生人數約為750-800名左右。 